# L'atlante di fuoco
L'Atlante di fuoco (The Fire Chronicle) è un romanzo di John Stephens di genere fantasy (sottogenere sword and sorcery) pubblicato nell'ottobre 2012, edito da Longanesi e tradotto da Giovanni Garbellini.
L'atlante di fuoco è il secondo di una trilogia chiamata I libri dell'inizio (The Books of the Beginning), preceduto da L'atlante di smeraldo e seguito da L'atlante di tenebra

## Trama
I tre fratelli Kate, Michael ed Emma si ritrovano a combattere di nuovo contro un potente male e in una corsa contro il tempo per trovare il secondo dei tre potenti "libri dell'inizio"; per proteggere i suoi fratelli tuttavia Kate sarà costretta a separarsi dai due più piccoli e Michael, rimasto il più grande,si preoccuperà di sua sorella e scoprirà di essere il predestinato "custode" del secondo libro la cui strana e potente magia può essere pericolosa persino per lui. In questo libro scopriremo finalmente chi è il potente e malvagio "Ferale Magnus",la sua vera natura e i suoi scopi (e il suo servitore Rourke). La trama si dipanerà in due diverse storie in due diversi luoghi e tempi, dalla New York di inizio 1900 quando avverrà la famosa "separazione" del mondo magico dal mondo umano, all'europa,in giro per il mondo fino ad un vulcano nascosto nell'artico... dove impareremo anche molto della storia antica dei tre libri e dei genitori dei tre ragazzi.
I protagonisti non saranno certo soli nell'affrontare queste difficoltà, potranno infatti contare sull'aiuto del mago Pym, di Gabriel e degli elfi.

## Struttura del libro
Il libro è formato da un piccolo prologo e da 24 capitoli (per un totale di 485 pagine) ognuno dei quali inizia con una lettera che ricorda le miniature medievali. Il libro inoltre segue simultaneamente le vicende dei tre protagonisti, che si trovano però in luoghi e tempi diversi, quindi ogni capitolo incentrato unicamente su Kate si alterna ad un capitolo incentrato unicamente su Michael ed Emma.

## Capitoli
1. La lettera nell'albero
2. Il temporale
3. Il Diavolo di Castel del Monte
4. Il dottor Hugo Algernon
5. Rafe
6. Malpesa
7. E Tre diverranno Uno
8. I Selvaggi
9. Ghiaccio
10. La fine del mondo
11. La battaglia a palle di neve
12. La fortezza
13. Ciao, coniglietto
14. La serra
15. Il libro della vita
16. Il valzer delle candele
17. L'ostaggio
18. L'ultimo desiderio di Henrietta Burke
19. La battaglia del vulcano
20. In mezzo al fuoco
21. Separazione
22. Tra gli alberi
23. Il fantasma
24. L'ascesa del Ferale Magnus

## Edizioni
- John Stephens, L'atlante di fuoco, traduzione di Giovanni Garbellini, Longanesi, 2012,  p. 485, ISBN 978-88-304-3180-5.